# Pedro Álvaro Rodríguez Rosero
Pedro Álvaro Rodríguez Rosero (Tulcán, 18 d'octubre de 1966) va ser un ciclista equatorià, que va passar la major de la seva carrera en l'amateurisme. Els seus majors èxits foren cinc victòries finals a la Volta a l'Equador.
En el Campionat del món en ruta amateur de 1995, en un primer moment va aconseguir la medalla de bronze. Però posteriorment se li va retirar per donar positiu en un control després de la cursa, i aquesta va anar a parar al colombià Víctor Ángel Becerra.

## Palmarès
- 1984
  - Vencedor d'una etapa a la Volta a l'Equador
- 1988
  - 1r a la Volta a l'Equador i vencedor de 4 etapes
- 1990
  - 1r a la Volta a l'Equador i vencedor de 4 etapes
- 1991
  - 1r a la Volta a l'Equador i vencedor de 3 etapes
- 1994
  - Vencedor de 3 etapes a la Volta a l'Equador
- 1993
  - 1r a la Volta a l'Equador i vencedor de 4 etapes
- 1994
  - Vencedor de 5 etapes a la Volta a l'Equador
  - Vencedor d'una etapa al Clásico RCN
- 1995
  - 1r a la Volta a l'Equador i vencedor de 3 etapes
  - Vencedor de 2 etapes a la Volta a Colòmbia